# Mary Stevenson
Mary Stevenson (Philadelphia, 8. studenog 1922. – 1999.), američka pjesnikinja.

## Životopis
Imala je sedmero braće i sestara, izgubila je majku kada joj je bilo samo 6 godina, i otada se otac sam brinuo za osmero djece. Već je u ranim tinejdžerskim danima napisala pjesmu "Footprints" ("Tragovi koraka u pijesku") 1936. godine, inspirirana mnogim stvarima koje su jos se u životu dogodile. Bila je i sama dirnuta riječima, stihovima koje je napisala, te je osjećala da ih mora podijeliti s ostatkom svijeta.
U šesnaestoj godini udala se za nasilnog muškarca, te je zatražila pomoć i sklonište u jednom indijanskom rezervatu u Oklahomi sa svojim tek rođenim sinom. Vratila se u rodni grad jer joj je suprug otišao u vojsku. Da bi prehranila sebe i sina, radila je kao plesačica, te je joj je zbog toga suprug (kada se vratio iz rata) oduzeo dijete. Provela je mnogo godina boreći se da vrati sina. U četrdesetim godinama preselila se u Los Angeles, te je tamo upoznala svog budućeg supruga za kojeg kaže da je "ljubav njezina života". Rodila mu je sina. Radila je kao medicinska sestra, i provodila je vrijeme volontirajući. Organizirala je i akciju "Vietmoms" (slala je namirnice vojnicima u južnoj Aziji, za vrijeme Vijetnamskog rata), za koju je dobila priznanje.
Izgubila je i drugog muža, te se preselila iz obiteljske kuće u kojoj je živjela 25 godina, te je pri selidbi pronašla davno zaboravljen kovčeg u kojem su bile sve pjesme koje je napisala tijekom godina, uključujući i danas jako poznatu "Footprints in the sand", koju nije vidjela od preseljenja u kuću 1959. godine. Odlučila je tražiti autorstvo za svoju pjesmu, te je godinu kasnije dobila copyright na nju. Jedanaest godina kasnije, pjesmi je dokazana autentičnost, dokazano je da je pjesma stara 50 godina i više. Mary Stevenson se godinama borila za priznanje svojih "Tragova koraka u pijesku", a borba se nastavlja još i nakon njezine smrti, 1999. godine.